# Pekarijada
Pekarijada je takmičenje za najbolje profesionelne pekare i mlade pekare Srbije. Takmičenje se održava jednom godišnje. Pekarijada je održana 2016, 2017. i 2019. godine.
U organizaciji kompanije Lesaffre Srbije i uz podršku Unije pekara Srbije više od 200 takmičara svake godine oprobava svoje pekarsko umeće u pet kategorija:
- Pica
- Burek-prazan
- Štrudla sa makom
- Umetničko delo na temu tradicije
- Pogačica sa čvarcima

Pekarijada se održava u Lesaffre Pekarskom Centru, za takmičare iz Beograda i okoline, kao i Vojvodine. Za takmičare sa regiona jugozapadne Srbije takmičenje se održava u Čačku. Za takmičare sa regiona jugoistočna Srbija takmičenje se održava u Nišu.

## Pekarijada 2019. godine
Pobednici pekarijade 2019. godine su:
- Samidin Hočko pobednik - u kategoriji prazan burek
- Nenad Mršević pobednik - u kategoriji štrudla sa makom
- Valentina Đorđević pobednica - u kategoriji umetničko delo na temu tradicije
- Milorad Petrović pobednik - u kategoriji pizza klasik i kreativna
- Nikola Lukić pobednik - u kategoriji pogačica sa čvarcima[2]